# 胡马尔
胡马尔（Jumar，1986年4月28日—），全名胡马尔·何塞·达·科斯塔·儒尼奥（Jumar José da Costa Júnior），是一名巴西职业足球运动员，司职防守中场。现在效力于中国足球超级联赛球队广州富力。

## 俱乐部生涯
胡马尔出生于巴西班德兰特斯，在家乡球队班德兰特联合开始职业足球生涯，之后先后效力于巴拉纳、帕尔梅拉斯和瓦斯科达伽马等巴西老牌强队。
2012年1月，胡马尔转会加盟中国足球超级联赛升班马广州富力。 他在中超的注册名为祖马。

## 荣誉
- 帕尔梅拉斯
  - 圣保罗州足球甲级联赛冠军：2008

- 瓦斯科达伽马
  - 巴西杯冠军：2011